# 維克托·杜比森
維克托·杜比森（法語：Victor Dubuisson；1990年4月22日—）是一位法國高爾夫球運動員。他出生在戛納。他現在參加高爾夫球歐洲巡迴賽的賽事。